# Joss Stone
Joss Stone (født Jocelyn Eve Stoker 11. april 1987) er en engelsk soul og R&B-singer-songwriter og skuespillerinde. Stone blev kendt i offentligheden i slutningen af 2003 med sit platinsælgende debutalbum The Soul Sessions, som kom på Mercury Prize shortlist i 2004. Hendes andet album Mind, Body & Soul, som ligeledes solgte til flere gange platin, nåede toppen af UK Albums Chart i en uge, og indeholdt top 10-hittet "You Had Me", Stones hidtil mest succesfulde single på UK Singles Chart. Både album og single blev nomineret ved Grammy Awards 2005, mens Stone selv blev nomineret som Bedste Nye Kunstner. Stones seneste album, Introducing Joss Stone, udgivet i marts 2007, har hidtil solgt til guld.
Igennem sin karriere har Stone solgt over ti millioner album på verdensplan, og har vundet to Brit Awards og en Grammy Award. Hun fik også sin skuespillerdebut i slutningen af 2006 hvor hun medvirkede i fantasy-eventyrfilmen Eragon, som heksen Angela, og har tv-debut som Anna af Kleve i Showtime-serien The Tudors i 2009.

## Tidlige liv
Stone blev født på Buckland Hospital i Dover, Kent, og voksede som teenager op i Ashill, en lille landsby i Devon. Hun er det tredje af fire børn af Richard og Wendy Stoker. Hendes far ejer en frugt- og nødde-import/eksport-forretning; hendes mor, som tidligere beskæftigede sig med sommerhuse, arbejdede som Stones manager frem til oktober 2004. Stone afholdt sin første offentlige optræden på Uffculme Comprehensive School — som hun selv var elev på — i Uffculme, Devon, med en coverversion af Jackie Wilsons sang "Reet Petite" fra 1957. På grund af hendes ordblindhed forlod Stone skolen som 16-årig med kun tre GCSE-kvalifikationer. Hun har senere udtalt: "Det var ikke fordi jeg var dum. Jeg er bare en lille smule ordblind og jeg var ikke særlig akademisk. Jeg er mere kunstnerisk".
Stone voksede op med en lang række forskellig musik deriblandt amerikansk 1960'er og 1970'er-R&B og soul spillet af kunstnere såsom Dusty Springfield og Aretha Franklin, og hun udviklede en soulagtig sangstil ligesom sine idoler. I et interview har hun uddybet: "Den første cd som jeg ejede var Aretha Franklin: Greatest Hits. Og jeg så reklamen på tv og det var ligesom små klip fra hendes sange. Jeg havde ingen anelse om hvem hun var – jeg var kun 10 år gammel eller sådan noget. Jeg sagde 'Åh ja, det ser rigtig godt ud', så jeg skrev det ned og sagde til min mor 'Må jeg få den til jul?'. Så hun fortalte det til min ven Dennis, som alligevel altid skaffer mig god musik, og han fandt den til mig. Så det var et af mine første album som jeg elskede". Senere udtalte hun til MTV News "Jeg var mere på bølgelængde med soulmusik end noget andet på grund af vokalen. Du bliver nødt til at have en god vokal for at synge soulmusik og jeg har altid kunnet lide det lige siden jeg var lille".

## Musikalsk karriere
I 2001 gik Stone, i en alder af 14 år, til audition til den britiske udgave af Stjerne for en aften i London, hvor hun sang Franklins Goffin-King hit "(You Make Me Feel Like) A Natural Woman" fra 1968 og Whitney Houstons "It's Not Right but It's Okay" fra 1998. Efter at have bestået sin audition sang hun Donna Summers 1979-single "On the Radio" til udsendelsen, og endte med at vinde konkurrencen. Stone optrådte efterfølgende ved en velgørenhedskoncert, hvor hun blev opdaget af Boilerhouse Boys, som bestod af de London-baserede producere Andy Dean og Ben Wolfe. De kontaktede grundlægger og direktør for S-Curve Records, Steve Greenberg i december 2001 og fortalte ham at "de havde lige hørt den største sanger de nogensinde havde hørt fra deres land". I starten af 2002 fløj Greenberg Stone til New York City til en audition, hvori hun sang til backing tracks fra klassiske soulsange: Otis Reddings "(Sittin' On) The Dock of the Bay" (1968), Gladys Knight & the Pips' "Midnight Train to Georgia" (1973) og Franklins "(You Make Me Feel Like) A Natural Woman"; Greenberg skrev øjeblikkeligt kontrakt med hende. Siden da har hun optrådt på scenen med kunstnere såsom James Brown, Smokey Robinson, Donna Summer, Gladys Knight, Tom Jones, Robbie Williams, Melissa Etheridge, Rob Thomas, Rod Stewart og Blondie. 

### The Soul Sessions(2003)
Efter at have skrevet kontrakt med S-Curve Records fløj Stone til Miami og Philadelphia for at påbegynde arbejdet på sit debutalbum, The Soul Sessions. Hun samarbejdede med kendte personligheder på Miamis soulscene, deriblandt Betty Wright, Benny Latimore, Timmy Thomas og Little Beaver såvel som aktuelle musikere såsom Angie Stone og The Roots.
Albummet består af generelt ukendte soulnumre af Wright, Franklin, Laura Lee, Bettye Swann og andre. Det blev udgivet i slutningen af 2003, og nåede top 5 på UK Albums Chart såvel som top 40 på den amerikanske Billboard 200-hitliste. Hovedsinglen, "Fell in Love with a Boy", en ny indspilning af The White Stripes' "Fell in Love with a Girl" (2001), nåede top 20 på UK Singles Chart, ligesom den anden single, en coverversion af Sugar Billys sang "Super Duper Love (Are You Diggin' on Me)" (1974). Album blev senere certificeret til tredobbelt platin af British Phonographic Industry i midten af april 2005 og guld af Recording Industry Association of America i slutningen af marts 2004.

### Mind, Body & Soul(2004)
Efter at have opnået anmeldermæssig succes med The Soul Sessions, indspillede Stone sit andet album — denne gang med nyt materiale — Mind, Body & Soul, udgivet 28. september 2004. Hun blev citeret for at sige at dette var hendes rigtige debut, og udtalte blandt andet "Jeg synes at min sang er så meget bedre på dette album.". Albummet viste sig at blive en endnu større succes end hendes tidligere album, og det debuterede på førstepladsen i Storbritannien (og brød dermed rekorden for den yngste kvinde nogensinde til at toppe UK Albums Chart, en rekord som hidtil havde tilhørt Avril Lavigne) og missede top 10 på Billboard 200 efter at have nået op på en 11. plads. Hovedsinglen "You Had Me" blev hendes største hit til dato, da den nåede en niendeplads i Storbritannien. De opfølgende singler "Right to Be Wrong" og "Spoiled" nåede begge top 40 og "Don't Cha Wanna Ride" nåede top 20. "Spoiled" kom næsten ind i top 50 på den amerikanske hitliste Hot R&B/Hip-Hop Songs, da den nåede en 54. plads. I starten af september 2005 blev Mind, Body & Soul certificeret til tredobbelt platin af BPI og platin af RIAA.
Ved Brit Awards 9. februar 2005 vandt Stone prisen for "British Female Solo Artist" og "British Urban Act" — og kom dermed i Guinness Rekordbog som den yngste Brit Award solovinder i en alder af 17 år —, og blev tilmed nomineret til "British Breakthrough Act". Hun optrådte med "Angels" sammen med Robbie Williams under ceremonien. Hun blev også nomineret til "Best UK Act of the Year" ved MOBO Awards i 2005, såvel som tre nomineringer ved Grammy Awards i 2005 — "Best New Artist", "Best Female Pop Vocal Performance" for "You Had Me" og "Best Pop Vocal Album" for Mind, Body & Soul —, hvor hun sang sammen med rockmusikeren Melissa Etheridge i en hyldest til blues-rock-sangerinden Janis Joplin. Deres udgave af "Cry Baby/Piece of My Heart" blev udgivet som en single, og med hjælp fra et stærkt salg via digital download blev det Stones første single til at komme på den amerikanske hitliste Billboard Hot 100, da den kom ind på 32. plads i april 2005.

### Introducing Joss Stone(2007)
Stone begyndte arbejdet på sit tredje studiealbum, Introducing Joss Stone, i Compass Point Studios i Nassau, Bahamas, i maj 2006. Albummet blev udgivet 12. marts 2007 ud indeholdt produktion af Raphael Saadiq og samarbejde med Lauryn Hill, Common og Joi. Virgin Records beskriver albummet som "et elektrificerende miks af varm, klassisk soul, 70'er-stil R&B, Motown pigegruppe-harmonier og hip-hop grooves". Stone har selv beskrevet det som "virkelig mig. Det er derfor jeg kalder det Introducing Joss Stone. Disse er mine ord, og det her er hvem jeg er som kunstner." Hun afslørede også på The Tavis Smiley Show at hendes brud med Beau Dozier var en kilde til inspiration mens hun skrev Introducing Joss Stone.
Albummet debuterede som sin højeste placering, nummer 12, på UK Albums Chart, og kunne ikke matche den succes som Stones to foregående album havde mødt. Alligevel blev det nummer to på Billboard 200 og solgte 118.000 eksemplarer i den første uge efter sin udgivelse, hvilket gjorde den til den højeste debut for en britisk kvindelig solokunstner på den amerikanske hitliste, og overhalede dermed en rekord som Amy Winehouse ellers havde med albummet Back to Black (og ville selv senere blive overhalet af Leona Lewis, hvis album Spirit debuterede som nummer et i ugen omkring 26. april 2008). Stone blev nomineret til MOBO Award for Best UK Female i september 2007, men tabte til Winehouse.
"Tell Me 'bout It", albummets hovedsingle, kom ind som nummer 28 på UK Singles Chart — hvor den kun lå i tre uger — og nåede en 83. plads på Billboard Hot 100. Den anden single, "Tell Me What We're Gonna Do Now", et samarbejde med rapperen Common, nåede ikke ind på den britiske top 75, men nåede top 65 på den amerikanske Hot R&B/Hip-Hop Songs. "Baby Baby Baby" blev udgivet digitalt i december 2007 og fysisk i januar 2008 som den tredje single.
Som reklame for albummet påbegyndte Stone en Nordamerika-turné 27. april i Foxwoods Resort Casino i Ledyard, Connecticut, og kørte den frem til 13. juni i Filene Center i Vienna, Virginia, hvor hun i mellemtiden havde optrådt i 16 byer, deriblandt Philadelphia, San Francisco, Vancouver, Chicago, Toronto, New York City og Boston. To måneder senere påbegyndte hun en sensommerturné i Nordamerika som kørte fra 27. august i Greek Theatre i Los Angeles, Californien til 29. september ved Crossroads i Kansas City, Missouri, og dækkede 12 byer — denne gang inklusiv Mexico City.
Ved Grammy Awards 2007 delte Stone prisen Best R&B Performance by a Duo or Group with Vocals for hendes samarbejde med John Legend og Van Hunt på deres coverversion af Sly & the Family Stone's hit "Family Affair" fra 1971.
21. april 2008 rapporterede Starpulse at Stone ville påbegynde en juridisk kamp for at kunne komme ud af sin tre album lange kontrakt med EMI.

### Colour Me Free(2009)
Stone har afsløret til Billboard-magasinet at hendes fjerde studiealbum blev skrevet og indspillet på omkring en uge i Devon i starten af 2008, da hun "nærmest bare vågnede op en morgen og havde lyst til at lave et album". Hun har udtalt om albummet at "Det er meget, meget råt. Det er en række musikere, sangskrivere og mig selv, og vi jammer nærmest bare." For at gøre reklame for det optrådte hun i Storbritannien i februar og marts. Stone havde oprindeligt udtalt at hun håbede at albummet kunne udgives i april 2009, men EMI udskød dets udgivelse til juli. På grund af Stones modvilje mod EMI, som hun ikke mener at hun havde et godt arbejdsforhold til, er udgivelsesdatoen p.t. uvis.

## Filantropi
Stone deltog i Band Aid 20 14. november 2004 til støtte for Sudans problemfyldte Darfurregion. Gruppen, som bestod af flere kendte personligheder som Coldplay-forsangeren Chris Martin og U2-forsangeren Bono, genindspillede sangen "Do They Know It's Christmas?" (1984), skrevet af Band Aid-organisatorne Bob Geldof og Midge Ure. Stone, som blev født to år efter udgivelsen af den oprindelige single, vidste til at begynde med ikke hvem Bob Geldof var. Medierne rapporterede drillende at hun flere gange havde omtalt ham som "Bob Gandalf". På trods af kritik blev singlen Storbritanniens bedst-sælgende single i 2004.
11. april 2005 optrådte Stone med "Spoiled", Rufus' "Tell Me Something Good" (1974) med John Legend, Otis Reddings sang "Try a Little Tenderness" (1966) med Donna Summer og "Hot Legs" (1977) med Rod Stewart ved "Save the Music: A Concert to Benefit the VH1 Save the Music Foundation", til gavn for VH1's Save the Music Foundation. Tre måneder senere optrådte hun 2. juli 2005 med "Super Duper Love", "I Had a Dream" og "Some Kind of Wonderful" ved Live 8 i Hyde Park, London.
Stone blev udråbt til "Verdens bedste berømthed-hundeejer" i 2005 i en onlineafstemning blandt læsere af The New York Dog Magazine og The Hollywood Dog Magazine. Hun ejer to tæver: Missy (opkaldt efter rapperen Missy Elliott), en rottweiler, og Dusty (opkaldt efter Dusty Springfield, en af hendes største inspirationer), en puddel. Samme år blev hun stemt ind som "Verdens mest sexede vegetar" af peta2, sammen med Chris Martin. Stone, som blev opdraget af vegetariske forældre, og har været vegetar siden hun blev født, blev fotograferet af Justin Borucki hvor hun poserede med en kylling i en reklame for PETA i marts 2007, hvis slogan var "I am Joss Stone and I am a vegetarian" ("Jeg er Joss Stone, og jeg er en vegetar"). She was also one of the entertainers appearing in PETA's 2007 documentary film Your Mommy Kills Animals.
Blandt andre musikere såsom Rod Stewart, Amy Winehouse, Lindsay Lohan, Dionne Warwick og Plácido Domingo, blev Stone fotograferet af den canadiske sanger/guitarist og fotograf Bryan Adams til Phonak's Hear the World-initiativ, hvis centrale mål er at skabe global opmærksomhed på hørelse og høretab.
Efter udgivelsen af "Tell Me What We're Gonna Do Now" i midten af 2007, drejede Stone og Common singlens musikvideo til et Product Red, og donerede 100% af indtægterne fra kopier af videoen solgt fra iTunes til The Global Fund to Fight AIDS, Tuberculosis and Malaria. Stone er den første Product Red-kunstner til at gøre dette.
7. juli 2007 optrådte Stone ved den sydafrikanske del af Live Earth-koncerterne i Coca Cola Dome i Johannesburg, for at skabe opmærksomhed om global opvarmning. Hun sang Introducing Joss Stone-numrene "Girl They Won't Believe It", "Headturner", "Tell Me What We're Gonna Do Now", "Music" og "Tell Me 'bout It", såvel som Mind, Body & Soul's "Right to Be Wrong" og "Gimme Shelter", sidstnævnte med Angélique Kidjo.
For at skabe opmærksomhed omkring AIDS gik Annie Lennox sammen med 23 kvindelige musikere (deriblandt Stone) og indspillede sangen "Sing", som blev udgivet på World AIDS Day 1. december 2007, da Lennox optrådte ved en af Nelson Mandelas 46664 koncerter ved Ellis Park Stadium i Johannesburg. Sangen er med på Lennoxs fjerde studiealbum, Songs of Mass Destruction.
Til støtte for det homoseksuelle miljø optrådte Stone med de 19. årlige GLAAD Media Awards i Kodak Theatre i Hollywood 26. april 2008. Hun optrådte med "Right to Be Wrong" ved LA PRIDE 2008 — produceret af Christopher Street West, en non-profit organisation — i West Hollywood, Californien, 7. juni 2008.

## Personligt liv
Stone begyndte at date Beau Dozier — som hun har skrevet sangen "Spoiled" med —, søn af Motownproduceren Lamont Dozier (fra Holland-Dozier-Holland), i 2004. Hun flyttede fra sin hjemstavn England ind i Doziers villa i Los Angeles-nabolaget Encino det følgende år. De to gik fra hinanden i november 2005.
Stone var den yngste kvinde på Sunday Times Rich List 2006 — en årlig liste over Storbritanniens rigeste mennesker – med 6 million pund, og lå også nummer 78 på Maxim's Hot 100 i 2007.

## Diskografi
- The Soul Sessions (2003)
- Mind Body & Soul (2004)
- Introducing Joss Stone (2007)
- Colour Me Free! (2009)
- LP1 (2011)
- The Soul Sessions Vol. 2 (2012)
- Water for Your Soul (2015)
- Never Forget My Love (2022)
- Merry Christmas, Love (2022)
- 20 Years of Soul Live in Concert (2023)

## Filmografi

### Film
| År   | Titel    | Rolle     |
| ---- | -------- | --------- |
| 2006 | Eragon   | Angela    |
| 2008 | Snappers | Stephanie |

### Tv
| År   | Titel           | Rolle          | Episode                               |
| ---- | --------------- | -------------- | ------------------------------------- |
| 2005 | American Dreams | Sanger i Hulen | "Starting Over" (episode 13, sæson 3) |
| 2009 | The Tudors      | Anna af Kleves | (sæson 3)                             |

## Priser og nomineringer
| År   | Pris                            | Kategori                                           | Nomineret værk                                  | Resultat  |
| ---- | ------------------------------- | -------------------------------------------------- | ----------------------------------------------- | --------- |
| 2004 | Mercury Prize                   | —                                                  | The Soul Sessions                               | Nomineret |
| 2004 | Glamour Women of the Year Award | Newcomer of the Year                               | Joss Stone                                      | Vundet    |
| 2004 | HUMO's Pop Poll de Luxe         | Best International Female Singer                   | Joss Stone                                      | Vundet    |
| 2005 | Brit Award                      | British Female Solo Artist                         | Joss Stone                                      | Vundet    |
| 2005 | Brit Award                      | British Urban Act                                  | Joss Stone                                      | Vundet    |
| 2005 | Brit Award                      | British Breakthrough Act                           | Joss Stone                                      | Nomineret |
| 2005 | Grammy Award                    | Best New Artist                                    | Joss Stone                                      | Nomineret |
| 2005 | Grammy Award                    | Best Female Pop Vocal Performance                  | "You Had Me"                                    | Nomineret |
| 2005 | Grammy Award                    | Best Pop Vocal Album                               | Mind, Body & Soul                               | Nomineret |
| 2005 | MOBO Award                      | Best UK Act of the Year                            | Joss Stone                                      | Nomineret |
| 2005 | Capital FM Award                | London's Favourite UK Album                        | Mind, Body & Soul                               | Vundet    |
| 2007 | Grammy Award                    | Best R&B Performance by a Duo or Group with Vocals | "Family Affair" (with John Legend and Van Hunt) | Vundet    |
| 2007 | MOBO Award                      | Best UK Female                                     | Joss Stone                                      | Nomineret |

## Fodnoter
- Wikimedia Commons har flere filer relateret til Joss Stone

1. ↑  "Births – England & Wales 1984–2006". FindMyPast.com. Arkiveret fra originalen 21. februar 2012. Hentet 2008-05-03.
2. ↑  Andreeva, Nellie (5. august 2008). "Joss Stone playing homely wife in "Tudors"". The Hollywood Reporter. Hentet 2008-08-05.
3. ↑  "Dover's Soul Sensation Joss Stone". Devon Soul. 16. oktober 2004. Arkiveret fra originalen 31. juli 2007. Hentet 2008-02-05.
4. ↑  Jackson, Alan (4. september 2004). "Joss Stone". The Times. Hentet 2007-01-27. (Webside ikke længere tilgængelig)
5. 1 2 3 4 5 6 7 8 9  Frick, Lisa. "Joss Stone Biography". Notable Biographies. Hentet 2009-01-30.
6. 1 2  "Will Joss's love affair cost her the Gap millions?". Daily Mail. 3. april 2005. Hentet 2008-02-05.
7. ↑  Sullivan, Caroline (23. juli 2004). "The Guardian profile: Joss Stone". guardian.co.uk. Hentet 2007-05-11.
8. ↑  "Joss Stone Tickets". OnlineSeats.com. Arkiveret fra originalen 3. maj 2007. Hentet 2007-05-11.
9. ↑  "Joss Stone insists – 'I'm not thick'". AskMen.com. 16. oktober 2004. Arkiveret fra originalen 30. september 2007. Hentet 2007-08-16.
10. ↑  "Joss Stone takes on soul". CNN. 2. januar 2004. Hentet 2008-06-15.
11. ↑  D'Angelo, Joe. "You Hear It First – Joss Stone". MTV News. Arkiveret fra originalen 5. november 2011. Hentet 2007-11-15.
12. 1 2  Foley, Jack. "The lowdown on Dover's soul sensation, Joss Stone". IndieLondon.co.uk. Arkiveret fra originalen 21. februar 2012. Hentet 2007-11-15.
13. ↑  "James Brown and Joss Stone rip it up with Jonathan Ross". BBC. 29. juni 2005. Hentet 2008-05-03.
14. 1 2 3  "Mariah Carey, Alicia Keys, Rod Stewart And Others Sing At VH1's Most Unforgettable Night". Sawf News. 14. april 2005. Hentet 2008-05-17.
15. ↑  "Joss Stone and Tom Jones". In Style. Arkiveret fra originalen 21. februar 2012. Hentet 2008-05-17.
16. 1 2  "Williams' Mixed Feelings Over Stone". ContactMusic.com. 10. februar 2005. Arkiveret fra originalen 21. februar 2012. Hentet 2008-05-17.
17. ↑  Lamb, Bill. "Fashion Rocks 2005 with David Bowie, Gwen Stefani, and Rob Thomas". About.com. Arkiveret fra originalen 21. februar 2012. Hentet 2008-05-17.
18. ↑  "BPI Certified Awards – The Soul Sessions". BPI. 15. april 2005. Arkiveret fra originalen 20. februar 2008. Hentet 2008-02-09.
19. 1 2  "RIAA – Gold & Platinum". Recording Industry Association of America. Hentet 2008-02-09.
20. ↑  "Joss Stone Prepares To Deliver "Mind, Body & Soul"". Soundgenerator.com. 3. august 2004. Arkiveret fra originalen 11. august 2011. Hentet 2008-04-07.
21. ↑  "US chart success for Joss Stone". BBC News. 13. oktober 2004. Hentet 2008-02-16.
22. ↑  "BPI Certified Awards – Mind, Body & Soul". BPI. 9. september 2005. Arkiveret fra originalen 20. februar 2008. Hentet 2008-02-10.
23. 1 2  "Brits 2005: The winners". BBC News. 9. februar 2005. Hentet 2009-02-17.
24. 1 2  "MOBO Awards – Nominees 2005". MOBO.net. Hentet 2009-02-17.
25. ↑  Whitmire, Margo (24. marts 2005). "50 Cent Nets A Fourth Top 10 Hit". Billboard. Hentet 2008-11-03.
26. ↑  "Soul Princess Joss Stone's Favorite Isle". psychoPEDIA. 13. oktober 2006. Arkiveret fra originalen 27. september 2007. Hentet 2007-03-09.
27. 1 2  Konrad, Ashley (18. januar 2007). "Joss Stone Discusses New Album, Due March 20, With HARP". Harp. Arkiveret fra originalen 29. juni 2007. Hentet 2007-01-27.
28. ↑  "Tavis Smiley Archives – Joss Stone". PBS. 19. marts 2007. Arkiveret fra originalen 29. september 2007. Hentet 2007-03-23.
29. ↑  Hasty, Katie (28. marts 2007). "Modest Mouse Steers Its 'Ship' To No. 1 Debut". Billboard. Hentet 2008-04-30.
30. ↑  James, Sarah-Louise (29. marts 2007). "Joss Beats Winehouse". MTV UK. Hentet 2007-03-29.
31. ↑  Jenison, David (16. april 2008). "That's the Spirit! Leona Lewis' Historic No. 1". E! News. Hentet 2008-04-20.
32. 1 2  "MOBO Awards Show 2007". MOBO.net. Hentet 2009-02-17.
33. ↑  "MOBO Awards – Winners for 2007". MOBO.net. Hentet 2009-02-17.
34. ↑  Cohen, Jonathan (8. marts 2007). "Joss Stone Reintroducing Herself On Tour". Billboard. Hentet 2007-11-05.
35. ↑  Cohen, Jonathan (4. juni 2007). "Joss Stone Solidifies Late Summer Tour". Billboard. Hentet 2007-11-05.
36. 1 2  "49th Annual Grammy Awards Winners List". GRAMMY.com. Arkiveret fra originalen 8. november 2009. Hentet 2009-01-30.
37. ↑  "Joss Stone Begins Battle To Leave EMI". Starpulse. 21. april 2008. Arkiveret fra originalen 24. april 2008. Hentet 2008-04-25.
38. ↑  "Joss Stone : Home". jossstone.echoconnect.com. Arkiveret fra originalen 7. marts 2009. Hentet 2009-02-19.
39. ↑  Peters, Mitchell (4. november 2008). "Joss Stone Rocks The Vote With New Song". Billboard. Hentet 2008-11-05.
40. ↑  Nicholl, Katie (7. marts 2009). "So cool Joss Stone blows her top over mystery album delay". Mail Online. Hentet 2008-03-08.
41. ↑  Tapper, James (31. maj 2009). "Joss Stone to sacrifice £2m to free herself from EMI album deal". Mail Online. Hentet 2009-06-01.
42. ↑  Cooke, Matthew (10. maj 2005). "Top of the Pops – Top 5 – Lord Of The Blings". BBC. Hentet 2007-01-09.
43. ↑  "LIVE8: the backlash". PressureWorks.com. 7. juni 2005. Arkiveret fra originalen 22. december 2005. Hentet 2007-01-09.
44. ↑  "The UK's Best Selling Singles 2004" (PDF). BPI. Arkiveret fra originalen (PDF) 27. marts 2009. Hentet 2007-01-09.
45. ↑  "British soul sensation Joss Stone has been named the World's Best Dog Owner". North Shore Animal League America. 9. december 2005. Arkiveret fra originalen 8. december 2008. Hentet 2008-04-11.
46. ↑  "World May Be Joss's Oyster But Devon Is Still Treasured Haunt". This Is Exeter. 10. marts 2008. Hentet 2008-05-04.{{cite web}}:  CS1-vedligeholdelse: url-status (link)
47. ↑  "The World's Sexiest Vegetarians Are ..." peta2. Arkiveret fra originalen 23. februar 2007. Hentet 2007-04-05.
48. ↑  "What's in your basket? Joss Stone, soul singer". guardian.co.uk. Hentet 2008-09-26.
49. ↑  "Introducing Joss Stone's Vegetarian Ad". petaDishroom. Arkiveret fra originalen 28. september 2007. Hentet 2007-07-05.
50. ↑  "Joss Stone on Hear the World". Hear the World. Hentet 2007-04-18.
51. ↑  "Joss Stone and Common turn (RED)". Product Red. Arkiveret fra originalen 4. juli 2007. Hentet 2007-07-13.
52. ↑  "19th Annual GLAAD Media Awards – Los Angeles, April 26, 2008". GLAAD. Arkiveret fra originalen 14. juni 2008. Hentet 2008-07-05.
53. ↑  "LA Pride Entertainment". NationalGayNews.com. 1. juni 2008. Arkiveret fra originalen 8. december 2008. Hentet 2008-06-13.
54. ↑  "Voice of a new generation at the old rockers' picnic". The Sunday Times. 26. juni 2005. Hentet 2008-06-07. (Webside ikke længere tilgængelig)
55. ↑  "Joss tells of broken heart over love split". Evening Standard. 21. november 2005. Arkiveret fra originalen 26. maj 2012. Hentet 2008-06-07.
56. ↑  "Harry Potter and Joss Stone richest UK teens". Yahoo! Movies UK. 8. december 2006. Hentet 2008-02-02.
57. ↑  "The Sunday Times Rich List 2006". Social Business Club. 21. april 2006. Hentet 2008-02-02.
58. ↑  "Maxim's 2007 Hot 100". Maxim. maj 2007. Arkiveret fra originalen 2. september 2008. Hentet 2007-07-01.
59. ↑  "Mercury music prize 2004 shortlist index". guardian.co.uk. Hentet 2009-02-17.
60. ↑  "Glamorous Christina Is Woman Of The Year". Sky News. 9. juni 2004. Hentet 2009-02-17.
61. ↑  "Joss Stone @ Humo's Pop Poll". YouTube. Hentet 2009-02-17.
62. ↑  "2005 Glastonbury Abbey Extravaganza". Glastonbury Festival. Arkiveret fra originalen 19. februar 2009. Hentet 2009-02-17.